# Titus Flavius Claudius Sulpicianus
Titus Flavius Claudius Sulpicianus (vers 137-vers 197) est un homme politique Romain ayant vécu au IIe siècle qui a été sénateur, consul suffectus (vers ou en 170) et proconsul de la province romaine d'Asie (186).  
En 160 il épouse à Rome Flavia Titiana Major, petite-fille de l'Empereur Titus (par sa mère Julia Flavia Filia Titi). Elle lui donne deux enfants. Une fille, Flavia Titiana, qui s'est mariée avec le futur empereur Pertinax. Et un fils Titus Flavius Titianus. 
Sulpicianus a servi comme praefectus urbi sous Pertinax et Didius Julianus. Il tenta de devenir empereur romain après la mort de l'Empereur en 193. 
Il fut mis à mort par Septime Sévère vers 197.

## Origines
Sulpicianus est probablement né dans la ville crétoise de Ierápetra aux alentours de l'année 137. Il était le fils de Titus Flavius Sulpicianus Dorion et de sa femme Claudia, et, par sa femme Flavia Titiana, le beau-fils de Titus Flavius Titianus, préfet d'Égypte de 126 à 133 sous l'empereur romain Hadrien.

## Carrière
Les débuts de la carrière de Sulpicianus sont inconnus, mais l'on sait qu'autour de l'an 170 il est nommé consul suffect. 
Puis que dans les années 170, il est un membre influent de la Confrérie des Fratres Arvales. 
Il est nommé gouverneur proconsulaire de la province romaine d'Asie en 186. 
Il est probable qu'il ait été impliqué d'une quelconque manière, dans le complot visant l'assassinat de l'Empereur Commode à la fin de 192.  Au début de l'année 193, il est nommé Praefectus urbi de Rome, certainement en raison de ses liens familiaux, puisqu'il avait pour gendre le nouvel Empereur Pertinax, qui avait épousé sa fille Flavia Titiana dans le cadre d'une tentative de sa part de consolider ses appuis parmi l'aristocratie sénatoriale.
Lorsque l'Empereur Pertinax est assassiné par la garde prétorienne, l'ancien gouverneur du Pont Didius Julianus, poussé par ses proches, revendique le trône et se rend au camp des prétoriens, mais se heurte à Sulpicianus qui revendique également l'Empire. Les prétoriens poussent alors chacun des deux prétendants à enchérir sur leurs futurs bienfaits. Julianus l'emporte en promettant à chaque soldat de la garde 25 000 sesterces. Cet épisode fut par la suite considéré comme particulièrement honteux, l'Empire paraissant avoir été mis aux enchères par ses soldats.

## Famille
Sulpicianus avait au moins deux enfants : un fils, Titus Flavius Titianus qui a été consul suffect autour de 200 et époux de Postumia Varia, fille de Marcus Postumius Festus qui était un descendant direct du philosophe Gaïus Musonius Rufus et du poète Gaïus Cæsius Bassus.
Et une fille Flavia Titiana, qui a épousé l'Empereur Pertinax. 
Il possédait aussi un certain nombre de domaines autour de Palestrina.